# Litoral Norte Espírito-Santense
Litoral Norte Espírito-Santense è una mesoregione dello Stato dell'Espírito Santo in Brasile.

## Microregioni
È suddivisa in 3 microregioni:
- Linhares
- Montanha
- São Mateus